# 近鐵1400系電聯車
近鐵1400系電聯車（日语：／ Kintetsu 1400-kei densha）是近畿日本鐵道使用的通勤型電聯車。1400系是於1981年投入至大阪線上使用的節能列車，也是首款採用磁場線圈斬波器控制行駛速度的列車。而本型車截至1984年共製造4個編組16輛列車。
近鐵在1970年代後期開始規劃引進具備節能性的一般型車輛。當時該公司曾將使用電樞斬波器控制行駛速度的近鐵3000系電聯車投入至奈良線與京都線上進行試運轉，但因其製造成本較高昂，因此轉而開發具備高速行駛性能，同時降低製造成本的磁場線圈斬波器電車。1981年，採用上述控制系統的1400系與近鐵8810系電聯車分別投入至大阪線及奈良線上開始使用。